# El viaje a Portland
 El Viaje a Portland es el séptimo capítulo de la segunda temporada de la serie dramática El ala oeste de la Casa Blanca.

## Argumento
C.J. es obligada a acompañar al Presidente por hacer una broma sobre la Universidad de Notre Dame. Acompañada de Sam, Toby y varios periodistas que cubren las noticias de la Casa Blanca toman el Air Force One en un vuelo nocturno rumbo a Portland, Oregón. Allí se va a tratar la política educativa. Debe aguantar la humillación de llevar la gorra de la Universidad así como un desplante de Danny.
Mientras, en la Casa Blanca, Josh discute con un político gay republicano la conveniencia de aprobar una ley en contra de los Matrimonios Homosexuales. No consigue cambiar su postura, y se ve obligado a recomendar el veto al Presidente –aunque asumiendo que posteriormente será aprobado por el Senado-. El congresista le responde que su vida privada y su sexualidad no son más importantes que sus ideales republicanos.
Por su parte, Leo se enfrenta a un incidente con un petrolero que lleva combustible de contrabando. Recomienda la aplicación de sanciones económicas al armador, aunque sabe bien que, aunque pague una multa de millones de dólares, será un negocio muy rentable para el dueño del barco. El Presidente sugiere la idea de confiscarlo, así como el cargamento, pero las leyes internacionales lo impiden. Al mismo tiempo, le llega a Leo los papeles del divorcio; su secretaria, Margaret, está preocupada porque vaya a caer de nuevo en el alcoholismo.
Donna se ha comprado un vestido rojo que piensa devolver usado. Josh lo considera un robo. Ella piensa usarlo para salir con un ejecutivo que resulta ser una mala cita. A la vuelta irá a ver a Ainsley Hayes a su despacho del Sótano, comprobando como está pasa un enorme calor al estar al lado de las tuberías de calefacción. Ambas decidirán subir a los despachos oficiales del Ala Oeste para terminar sus trabajos.
Por último Sam no se encuentra inspirado ante la redacción de un discurso. recurriendo a una cita de Mao para expresar la “revolucionaria” iniciativa educativa que piensa anunciar el Presidente. Dicha idea ha sido propuesta por Charlie: aquellos que quieran ser becados en la universidad, deberán pasar luego tres años dando clases en secundaria.

## Curiosidades
- Charley Lang quien interpreta al Congresista Skinner volvió a participar en otro episodio, y debatió ampliamente con Aaron Sorkin sobre los Matrimonios Homosexuales.

## Enlaces
- Ficha en FormulaTv
- Enlace al Imdb
- Guía del Episodio (en inglés)
- Universidad de Notre Dame

- Datos: Q8774161